# Urelumab
L'urelumab è un anticorpo monoclonale della famiglia delle IgG4 che funge da agonista del CD137. Sviluppato dalla Bristol-Myers Squibb con lo scopo originario di curare alcuni tipi di neoplasie solide, l'anticorpo funge sia da immunoterapico in pazienti affetti da tumore, sia da promotore del riconoscimento delle cellule neoplastiche da parte delle cellule natural killer dell'immunità innata. In passato è stato impiegato anche nell'immunoterapia in pazienti affetti da linfomi a cellule B in combinazione con un altro anticorpo monoclonale, il rituximab.
Le molteplici evidenze della forte epatotossicità dell'urelumab ne hanno fortemente limitato la commercializzazione nel corso degli anni.